# Куаутитлан
Куаутитлан (на испански: Cuautitlán) е името на град, както и на община в щата Мексико, Мексико. Населението на града е 108 449 жители, а на общината 110 385 жители (по данни от 2010 г.). Част е от метрополиса Голямо Мексико Сити. Името идва от индианския език нахуатъл и означава между дърветата. Намира се в часова зона UTC-6 на 2250 м н.в. Общинският статут е от 1861 г.